# Lars Blöhdorn
Lars M. Blöhdorn (* 1976) ist ein deutscher Sprachwissenschaftler und Autor.

## Leben
Blöhdorn machte seinen Schulabschluss 1993 an der Hershey High School in Hershey, Pennsylvania. 2002 beendete er ein Magisterstudium in Englischer Philologie an der Christian-Albrechts-Universität zu Kiel. 2008 promovierte er in englischer Sprachwissenschaft.
Er unterrichtet an der Christian-Albrechts-Universität zu Kiel und ist unter anderem Autor der Bücher „Englisch für Dummies“, „Telefonieren auf Englisch für Dummies“ und „Korrespondenz auf Englisch für Dummies“, von denen viele inzwischen auch international in anderen Sprachen (unter anderem Portugiesisch, Niederländisch und Farsi) veröffentlicht wurden.

## Werke
- Englische Verben für Dummies. Wiley-VCH, Weinheim 2016, ISBN 978-3-527-71178-9.
- mit Denise Hodgson-Möckel: Small Talk auf Englisch für Dummies. Das Pocketbuch. 2. Auflage. Wiley-VCH, Weinheim 2016, ISBN 978-3-527-71315-8.
- mit Denise Hodgson-Möckel: Englisch für Dummies. 2. Auflage. Wiley-VCH, Weinheim 2016, ISBN 978-3-527-71315-8.
- mit Jannike K. Schwarten (Hrsg.): Signaling Identity through Discourse: Cultural Impacts on the English Language. Verlag Dr. Kovac, Hamburg, 2015, ISBN 978-3-8300-7817-3.
- Englisch für Wiedereinsteiger für Dummies. Wiley-VCH, Weinheim 2014, ISBN 978-3-527-71007-2.
- mit Denise Hodgson-Möckel: Übungsbuch Englische Grammatik für Dummies. Wiley-VCH, Weinheim 2013, ISBN 978-3-527-70969-4.
- mit Denise Hodgson-Möckel: Englische Grammatik für Dummies. Wiley-VCH, Weinheim 2013, ISBN 978-3-527-70747-8.
- mit Denise Hodgson-Möckel: Business Englisch für Dummies. Wiley-VCH, Weinheim 2011, ISBN 978-3-527-70675-4.
- mit Denise Hodgson-Möckel: Small Talk auf Englisch für Dummies. Das Pocketbuch, Wiley-VCH, Weinheim 2011, ISBN 978-3-527-70722-5.
- mit Denise Hodgson-Möckel: Auf Englisch verhandeln für Dummies. Das Pocketbuch. Wiley-VCH, Weinheim 2011, ISBN 978-3-527-70716-4.
- mit Denise Hodgson-Möckel: Meetings auf Englisch für Dummies. Das Pocketbuch. Wiley-VCH, Weinheim 2011, ISBN 978-3-527-70715-7.
- mit Denise Hodgson-Möckel: Korrespondenz auf Englisch für Dummies. Das Pocketbuch. Wiley-VCH, Weinheim 2011, ISBN 978-3-527-70717-1.
- mit Denise Hodgson-Möckel: Telefonieren auf Englisch für Dummies. Das Pocketbuch. Wiley-VCH, Weinheim 2010, ISBN 978-3-527-70652-5.
- mit Denise Hodgson-Möckel: Englisch für Dummies. Wiley-VCH, Weinheim 2010, ISBN 978-3-527-70547-4.
- Postmodifying Attributive Adjectives in English: An Integrated Corpus-Based Approach. Peter Lang, Frankfurt, 2009, ISBN 978-3-631-58387-6.